# Sarah Child
Sarah Child, född okänt år, död 1793, var en brittisk bankir. 
Hon var gift med bankiren Robert Child. Vid hans död 1782 övertog hon enligt hans testamente banken Francis Child Esq & Co. Detta var ovanligt under denna tid, då banker i England inte lika ofta övertogs av änkor som andra affärsverksamheter, men hennes makes mor Agatha Child hade med framgång gjort detsamma trettio år tidigare. 
Hon gifte 1791 om sig med Matthew Ducie, 2nd Baron Tortworth. Trots att hon genom sitt omgifte blivit omyndig, vilket innebar att hennes egendom och affärsintressen övergick till hennes make, lyckades hon undvika detta (vilket var möjligt genom att äktenskapsförord) och fortsatte som bankdirektör även som gift kvinna, något mycket ovanligt, och lät aldrig maken få någon del i verksamheten. 
Vid hennes död övergick banken i enlighet med hennes första makes testamente till hennes dotterdotter Sarah Sophia Fane. 